# Natación en los XIX Juegos Centroamericanos y del Caribe
Se detallan los resultados de las competiciones deportivas de Natación en los XIX Juegos Centroamericanos y del Caribe.

## Resultados

### Hombres
| Evento            | Oro                                                                                   | Oro         | Plata                                                                                     | Plata    | Bronce                                                                         | Bronce   |
| ----------------- | ------------------------------------------------------------------------------------- | ----------- | ----------------------------------------------------------------------------------------- | -------- | ------------------------------------------------------------------------------ | -------- |
| 50 Libre          | Ricardo Busquets Puerto Rico                                                          | 22.55 RC    | Camilo Becerra · Colombia                                                                 | 23.05    | Francisco Sánchez · Venezuela                                                  | 23.33    |
| 100 Libre         | Ricardo Busquets Puerto Rico                                                          | 50.25       | Francisco Páez · Venezuela                                                                | 51.93    | Josh Ilika · México                                                            | 52.08    |
| 200 Libre         | [ Nidia se la Torre]] · México                                                        | 1:52.15     | Ricardo Monasterio · Venezuela                                                            | 1:54.20  | Edwin Maldonado · Venezuela                                                    | 1:54.47  |
| 400 Libre         | Ricardo Monasterio · Venezuela                                                        | 3:57.63 RC  | Edwin Maldonado · Venezuela                                                               | 4:01.04  | Leonardo Salinas · México                                                      | 4:03.11  |
| 1500 Libre        | Ricardo Monasterio · Venezuela                                                        | 15:39.90 RC | Edwin Maldonado · Venezuela                                                               | 15:54.32 | Iván López · México                                                            | 15:56.26 |
|                   |                                                                                       |             |                                                                                           |          |                                                                                |          |
| 100 Espalda       | Juan Rodela · México                                                                  | 58.00       | Diego Urreta · México                                                                     | 58.28    | Nicholas Neckles Barbados                                                      | 58.39    |
| 200 Espalda       | Diego Urreta · México                                                                 | 2:05.06     | Juan Rodela · México                                                                      | 2:05.35  | Nicholas Neckles Barbados                                                      | 2:07.67  |
|                   |                                                                                       |             |                                                                                           |          |                                                                                |          |
| 100 Pecho         | Francisco Suriano · El Salvador                                                       | 1:04.51     | Hiram Carrión Puerto Rico                                                                 | 1:05.39  | Alvaro Fortuny · Guatemala                                                     | 1:05.57  |
| 200 Pecho         | Francisco Suriano · El Salvador                                                       | 2:20.60     | Alvaro Fortuny · Guatemala                                                                | 2:22.87  | Leopoldo Andara · Venezuela                                                    | 2:26.19  |
|                   |                                                                                       |             |                                                                                           |          |                                                                                |          |
| 100 Mariposa      | [ Nidia de la Torre]] · México                                                        | 53.86 RC    | Francisco Sánchez · Venezuela                                                             | 54.86    | Camilo Becerra · Colombia                                                      | 54.97    |
| 200 Mariposa      | Juan Veloz · México                                                                   | 1:58.45 RC  | Andrew Livingston Puerto Rico                                                             | 2:01.37  | Pablo Marmolejo · México                                                       | 2:03.85  |
|                   |                                                                                       |             |                                                                                           |          |                                                                                |          |
| 200 Combinado     | Diego Urreta · México                                                                 | 2:05.99 RC  | César Uribe · México                                                                      | 2:08.53  | Kevin Gleason Islas Vírgenes de los Estados Unidos                             | 2:09.76  |
| 400 Combinado     | Juan Veloz · México                                                                   | 4:31.83     | Leopoldo Andara · Venezuela                                                               | 4:38.35  | Hiram Carrión Puerto Rico                                                      | 4:39.53  |
|                   |                                                                                       |             |                                                                                           |          |                                                                                |          |
| 4 x 100 Libre     | Venezuela · Oswaldo Quevedo, · Francisco Páez, · Albert Subirats, · Francisco Sánchez | 3:25.76     | México · Javier Díaz, · Alejandro Siqueiros, · Emilio Montero, · Josh Ilika               | 3:27.26  | Puerto Rico Ricardo Busquets, Orlando Torres, Andrew Livingston, Hiram Carrión | 3:32.05  |
| 4x200 Libre       | México · Alejandro Siqueiros, · Josh Ilika, · Leonardo Salinas, · Juan Veloz          | 7:37.36 RC  | Venezuela · Ricardo Monasterio, · Eduardo Ramírez, · Manuel Colmenares, · Edwin Maldonado | 7:43.79  | Puerto Rico Hiram Carrión, Orlando Torres, Andrew Livingston, Ricardo Busquets | 7:58.88  |
| 4 x 100 Combinado | México · Juan Rodela, · Marco González, · [Nidia de la Torre]], · Alejandro Siqueiros | 3:47.52     | Venezuela · Gabriel Tirabasi, · Gerardo Jiménez, · Francisco Sánchez, · Francisco Páez    | 3:49.48  | Puerto Rico Ricardo Busquets, Hiram Carrión, Andrew Livingston, Orlando Torres | 3:51.23  |

### Mujeres
| Evento            | Oro                                                                          | Oro         | Plata                                                                                  | Plata   | Bronce                                                                       | Bronce  |
| ----------------- | ---------------------------------------------------------------------------- | ----------- | -------------------------------------------------------------------------------------- | ------- | ---------------------------------------------------------------------------- | ------- |
| 50 Libre          | Eileen Coparropa · Panamá                                                    | 25.68 RC    | Arlene Semeco · Venezuela                                                              | 26.42   | Linda McEachrane Trinidad y Tobago                                           | 26.99   |
| 100 Libre         | Eileen Coparropa · Panamá                                                    | 56.58 RC    | Arlene Semeco · Venezuela                                                              | 57.87   | Angela Chuck Jamaica                                                         | 58.91   |
| 200 Libre         | Angela Chuck Jamaica                                                         | 2:07.81     | Atenas López · México                                                                  | 2:08.09 | Golda Marcus · El Salvador                                                   | 2:08.22 |
| 400 Libre         | Sonia Álvarez Puerto Rico                                                    | 4:28.76     | Tania Galindo · México                                                                 | 4:29.58 | Golda Marcus · El Salvador                                                   | 4:31.02 |
| 800 Libre         | Tania Galindo · México                                                       | 9:05.11     | Claudia Garias · México                                                                | 9:06.09 | Golda Marcus · El Salvador                                                   | 9:15.72 |
|                   |                                                                              |             |                                                                                        |         |                                                                              |         |
| 100 Espalda       | Gisela Morales · Guatemala                                                   | 1:06.17     | Tatiana Maristany · México                                                             | 1:06.80 | Carolina Rivera · Venezuela                                                  | 1:07.20 |
| 200 Espalda       | Gisela Morales · Guatemala                                                   | 2:20.57     | Tatiana Maristany · México                                                             | 2:25.20 | Yara Saldaña · México                                                        | 2:26.48 |
|                   |                                                                              |             |                                                                                        |         |                                                                              |         |
| 100 Pecho         | Adriana Marmolejo · México                                                   | 1:13.94     | Alejandra González Puerto Rico                                                         | 1:15.45 | Carla Mojica Puerto Rico                                                     | 1:17.26 |
| 200 Pecho         | Adriana Marmolejo · México                                                   | 2:37.84     | Carla Mojica Puerto Rico                                                               | 2:43.18 | Norma Bernal · México                                                        | 2:47.76 |
|                   |                                                                              |             |                                                                                        |         |                                                                              |         |
| 100 Mariposa      | Paola España · México                                                        | 1:03.33     | María Rodríguez · Venezuela                                                            | 1:03.78 | Teresa Víctor · México                                                       | 1:03.91 |
| 200 Mariposa      | Heather Roffey Islas Caimán                                                  | 2:19.23     | Paola España · México                                                                  | 2:20.02 | María Rodríguez · Venezuela                                                  | 2:21.31 |
|                   |                                                                              |             |                                                                                        |         |                                                                              |         |
| 200 Combinado     | Adriana Marmolejo · México                                                   | 2:23.73     | Sonia Álvarez Puerto Rico                                                              | 2:25.23 | Vanessa Martínez Puerto Rico                                                 | 2:25.56 |
| 400 Combinado.    | Sonia Álvarez Puerto Rico                                                    | 5:06.96     | Nancy García · México                                                                  | 5:09.90 | Vanessa Martínez Puerto Rico                                                 | 5:12.54 |
|                   |                                                                              |             |                                                                                        |         |                                                                              |         |
| 4 x 100 Libre     | Venezuela · Ximena Vilar · Diana López · Daniela Aponte · Arlene Semeco      | 3:57.55 RC  | México · Tatiana Maristany · Atenas López · Jascquelina Paredes · Lorena Pontones      | 3:58.12 | Puerto Rico Solimar Mojica Solmani Mojica Gretchen Gotay Sonia Álvarez       | 4:00.27 |
| 4x200 Libre       | Puerto Rico Solimar Mojica Vanessa Martínez Gretchen Gotay Sonia Álvarez     | 8:39.75 RC  | México · Carolina Moreno · Tania Galindo · Mayra Miranda · Atenas López                | 8:42.50 | Venezuela · Arlene Semeco · Oriana Galindo · Daniela Aponte · Diana López    | 8:46.27 |
| 4 x 100 Combinado | México · Tatiana Maristany · Adriana Marmolejo · Paola España · Atenas López | 4:23.42 RC] | Venezuela · María Carolina Rivera · Corina Goncalves · María Rodríguez · Arlene Semeco | 4:24.67 | Puerto Rico Emily Plummer Alejandra González Vanessa Martínez Solimar Mojica | 4:30.68 |

RC: Récord de campeonato.
- Datos: Q7656980